# Stellan Bohm
Stellan Gunnar Bohm, född 14 juni 1913 i Uddevalla i dåvarande Göteborgs och Bohus län, död 1 februari 1987 i Stockholm, var en svensk ämbetsman.
Han var son till kassören Gunnar Valfrid Bohm och Kajsa Teresia, ogift Jonasson. Stellan Bohm avlade studentexamen 1931 och inledde därefter akademiska studier. Han blev filosofie kandidat vid Göteborgs högskola 1937 och filosofie licentiat vid Stockholms högskola 1946. Han var sakkunnig vid Handelsdepartementet 1946–1948, vid Statens handels- och industrikommission (HIK) 1949 och vid Utrikesdepartementet (UD) 1950 till 1962 då han blev byråchef där. Senare utnämndes han till utrikesråd och fortsatte som sådan till sin pensionering 1979.
År 1934 gifte han sig med Märta Jansson (1910–2003), senare känd som konstnären och illustratören Märta Bohm. Tillsammans hade de sönerna Peter Bohm (1935–2005) och Christian Bohm (född 1946).